# Liste der Bischöfe von Bayonne
Die folgenden Personen waren Bischöfe des Bistums Bayonne (Frankreich):
| - um 840: Sedulius - um 900?: Heiliger Léon I. - um 980: Arsius - 1025–1057: Raymond I. le Vieux (auch Bischof von Oloron und Lescar) - 1059–1063: Raymond II. le Jeune - um 1065: Wilhelm I. - um 1090–um 1119: Bernard I. d’Astarac - um 1120: Garsias I. - 1122–1125: Raymond III. de Martres - 1126–1137: Arnaud I. Loup de Benabat - 1137–1149: Arnaud II. Formatel - 1150–1170: Fortaner - 1170–1178: Pierre I. Bertrand d’Espelette - 1179–1184: Adhémar - 1185–1206: Bernard II. de Lacarre - um 1207: Arsivus de Navailles - 1213–1224: Raymond IV. de Luc - 1225–1229: Guillaume II. de Donzac - 1230–1233: Pierre II. Bertrand de Sault - 1233–1257: Raymond V. de Donzac - 1259–1278: Sanz de Uaïtze - 1279–1302: Dominique de Manx - 1303–1308: Arnaud III. Raymond de Mont - 1309–1314: Pierre III. de Marenne - 1315–1316: Bernard III. de Brèle - 1316–1318: Pierre IV. de Maslac - 1318–1356: Pierre V. de Saint-Johan - 1356–1361: Guillaume III. du Pin - 1362–1369: Guillaume IV. de Saint-Johan - 1371–1381: Pierre VI. d’Oriach - 1382–1392: Barthélémy de La Rivière - 1393–1405: Garsias II. Menendez - 1407–1415: Pierre VII. du Bernet - 1416–1417: Pierre VIII. de Mauloc - 1417–1444: Guillaume V. Arnaud de Laborde - 1444–1454: Garsias III. Arnaud de Lasègue - 1454–1466: Jean I. de Mareuil - 1466–1483: Jean II. de Laur - 1484–1490: Pierre de Foix (Apostolischer Administrator) - 1490–1504: Jean III. de La Barrière | - 1504–1519: Bertrand I. de Lahet - 1520–1524: Hector d’Ailly de Rochefort - 1524–1532: Jean (IV.) du Bellay (dann Bischof von Paris und Kardinal) - 1532–1551: Etienne de Poncher - 1551–1565: Jean V. Dufresne de Moustiers - 1566–1579: Jean VI. de Sossiondo - 1579–1593: Jacques Maury - 1598–1621: Bertrand II. d’Echaux (dann Erzbischof von Tours) - 1621–1629: Claude des Marets de Rueil (dann Bischof von Angers) - 1629: Henry de Béthune - 1629–1637: Raymond VI. de Montaigne - 1637–1642: François I. Fouquet - 1643–1681: Jean VII. d’Olce - 1681–1688: Gaspard de Priêle - 1688–1700: Léon II. de Lalanne - 1700–1707: René-François de Beauvau du Rivau (dann Erzbischof von Toulouse, später Erzbischof von Narbonne) (Haus Beauvau) - 1707–1727: André de Druillet - 1728–1734: Pierre-Guillaume de La Vieuxville - 1735–1741: Jacques Bonne Gigault de Bellefonds (dann Erzbischof von Arles, später Erzbischof von Paris) - 1741–1745: Christophe de Beaumont du Repaire (dann Erzbischof von Vienne, später Erzbischof von Paris) - 1745–1774: Guillaume VI. d’Arche - 1774–1783: Jules Ferron de La Ferronays (dann Bischof von Lisieux) - 1783–1793: Etienne-Joseph de Pavée de La Villevieille - 1802–1820: Joseph-Jacques Loison - 1820–1830: Paul-Thérèse-David d’Astros (dann Erzbischof von Toulouse und Kardinal) - 1830–1837: Etienne-Bruno-Marie d’Arbou - 1837–1878: François II. Lacroix - 1878–1887: Arthur-Xavier Ducellier (dann Erzbischof von Besançon) - 1887–1889: Alfred-François Fleury-Hottot - 1889–1902: François-Antoine Jauffret - 1906–1933: François-Xavier-Marie-Jules Gieure (dann Titularerzbischof von Cius) - 1934–1939: Henri-Jean Houbaut - 1939–1943: Edmond Vansteenberghe - 1944–1957: Léon-Albert Terrier - 1957–1963: Paul Gouyon (dann Erzbischof von Rennes und Kardinal) - 1963–1986: Jean-Paul-Marie Vincent - 1986–2008: Pierre IX. Jean Marie Marcel Molères - seit 2008: Marc Aillet |